# Dear Prudence
Dear Prudence is een lied van The Beatles, geschreven door John Lennon, maar staat op naam (zoals gebruikelijk bij The Beatles) van het schrijversduo Lennon-McCartney. Het is het tweede nummer van het album The Beatles.

## Achtergrond
Het lied gaat over Prudence Farrow, zuster van actrice Mia Farrow. Zij reisde in 1967 met The Beatles mee tijdens hun bezoek aan de goeroe Maharishi Mahesh Yogi in India. Prudence zonderde zich van de rest van het gezelschap af en ging geheel op in transcendente meditatie (TM) en naar het schijnt aan de Maharishi. Lennon maakte zich zorgen, en schreef toen Dear Prudence met onder andere de tekst "Would you come out to play". Toen de Beatles huiswaarts keerden bleef Prudence achter, samen met o.a. Mike Love (The Beach Boys). Dat gezelschap verdiepte zich verder in TM en Prudence is daarmee tot op de dag van vandaag bezig.
De drums in het liedje werden, net als bij Back in the U.S.S.R., verzorgd door Paul McCartney. Drummer Ringo Starr had daags tevoren de studio verlaten na kritische opmerkingen van McCartney op zijn drumstijl. Zie ook Back in the U.S.S.R.
Het intro met de finger picking gitaar wordt gespeeld door Lennon, een techniek die hij van de Schotse singer-songwriter Donovan heeft geleerd.
Dear Prudence werd opgenomen in de Trident Studios op 28, 29 en 30 augustus 1968.
Het nummer is diverse keren gecoverd, o.a. door Five Stairsteps in 1970 en Siouxsie and the Banshees in 1983.

## Credits
- John Lennon – zang, gitaar, basgitaar, drums, handgeklap, percussie
- Paul McCartney – achtergrondzang, basgitaar, gitaar, drums, handgeklap, percussie
- George Harrison – achtergrondzang, leadgitaar
- Mal Evans – achtergrondzang, handgeklap
- Jackie Lomax – achtergrondzang, handgeklap
- John McCartney – achtergrondzang, handgeklap